# Brestskaja gazeta
Brestskaja gazeta (in russo Брестская газета?) è un giornale indipendente di Brėst, in Bielorussia. Il primo numero è uscito il 18 novembre 2002. Sia il giornale che il sito sono principalmente in lingua russa, ma alcuni articoli sono tradotti in bielorusso.

## Formato e contenuti
Il giornale usciva di giovedì e aveva come principale target i giovani. Il primo numero della Brestskaja gazeta è uscito con 12 pagine. La foliazione massima raggiunta dal giornale è stata di 40 pagine, con la prima e l'ultima a due colori (nero e rosso). Verso la fine del 2020 Brestskaja gazeta usciva a 24 pagine.
Il giornale pubblicava informazione su Brėst e la sua regione, ma dedicava spazio anche alle notizie nazionali e dall'estero. Il principale aspetto della linea editoriale è di non imporre opinioni ai lettori, così che possano trarre da soli le proprie conclusioni.

## Pressioni dello Stato
Durante le proteste che sono seguite alle elezioni presidenziali in Bielorussia del 2020 alcuni giornalisti della Brestskaja gazeta sono stati arrestati.
Nell'ottobre 2020 il giornale ha aderito a una dichiarazione comune della Associazione dei giornalisti bielorussi, e alcune aziende private del settore contro le pressioni subite dal sito TUT.BY e il fatto che il regime avesse ristretto l'accesso a molti siti indipendenti. Alla fine di novembre la società tipografica regionale di Brėst, che aveva stampato il quotidiano per 18 anni, si è rifiutata di stampare la Brestskaja gazeta a partire dal 2021.
Il 19 gennaio 2021 la Brestskaja gazeta ha temporaneamente sospeso le sue pubblicazioni a causa del fatto che nessuna tipografia del Paese è disposta a stampare il giornale.